# Timothy Olyphant

Timothy Olyphant (2025)

Timothy Olyphant (* 20. Mai 1968 in Honolulu, Hawaii) ist ein US-amerikanischer Schauspieler. Er ist in siebter Generation ein Nachfahre des „Eisenbahnkönigs“ Cornelius Vanderbilt.

## Leben
Olyphant wurde in Honolulu geboren. Seine Eltern zogen, als er zwei Jahre alt war, mit ihm nach Modesto (Kalifornien). Sein Vater arbeitete in einer Kellerei. Im Alter von sechs Jahren begann Olyphant mit Schwimmen und war 1986 Finalist bei den USA Swimming Short Course National Championships über 200 Meter Lagenschwimmen. Er besuchte in Modesto die Fred C. Beyer High School.
Olyphant schwamm danach für die University of Southern California in Los Angeles, wo er Kunst studierte. Er belegte das Wahlfach Schauspiel an der UC Irvine, um die benötigte Punktzahl für seinen Abschluss zu erzielen. Olyphant entschied sich dann, in New York City Schauspiel zu studieren, und schloss dort mit einem Master ab.
Olyphant lebt mit seiner Frau Alexis Knief und den drei gemeinsamen Kindern in Westwood, Los Angeles. Das Paar ist seit 1991 verheiratet.

## Karriere
Sein Spielfilmdebüt gab Olyphant 1996 in Der Club der Teufelinnen in einer kleineren Rolle neben Goldie Hawn und Diane Keaton. In Lebe lieber ungewöhnlich stand er neben Ewan McGregor und Cameron Diaz vor der Kamera und erhielt daraufhin die Rolle des zynischen Filmstudenten Mickey in dem Horrorfilm Scream 2.
1998 erhielt er eine Rolle im HBO-TV-Film The Sound of War über die Geschehnisse bei der Schlacht im Hürtgenwald 1944. Danach spielte er einen Liebhaber von Carrie Bradshaw (Sarah Jessica Parker) in der US-Fernsehserie Sex and the City. Als Drogendealer Todd Gaines im Film Go vom Regisseur Doug Liman ist er an der Seite von Katie Holmes, Scott Wolf und Sarah Polley zu sehen, dabei hatte John August sein Debüt als Drehbuchautor. Es folgten Rollen in Advice from a Caterpillar (1999), No Vacancy (1999), Der Club der gebrochenen Herzen – Eine romantische Komödie (2000) und Nur noch 60 Sekunden.
Ab März 2004 spielte Olyphant die Hauptrolle des Sheriff Seth Bullock in der Serie Deadwood von HBO. Dies gilt als sein Durchbruch als etablierter Darsteller. Vorausgegangen waren Rollen in den Kinofilmen Rock Star und Dreamcatcher. Neben der Serie Deadwood spielte er in dem Film The Girl Next Door einen Pornofilmproduzenten, wobei auch die Schauspieler Emile Hirsch und Elisha Cuthbert zu sehen sind.
Im Januar 2007 hatte Olyphant einen Auftritt in der Komödie Lieben und lassen, in der er den Liebhaber von Jennifer Garner spielte. Dabei setzte er sich gegen mehrere Darsteller durch, die die Rolle ebenfalls haben wollten, wie zum Beispiel Matthew Fox. Olyphant spielte somit das erste Mal neben Jennifer Garner, mit der er zusammen Schauspiel in New York studiert hatte. Seine nächste Rolle hatte er als Terrorist im vierten Teil der Stirb Langsam-Reihe. Anschließend verkörperte er die Rolle des Agent 47 in der Computerspiel-Verfilmung Hitman – Jeder stirbt alleine, für diese Rolle rasierte sich Olyphant eine Glatze.
In der Komödie Meet Bill spielt er neben Jessica Alba und Aaron Eckhart einen Fernsehmoderator. In dem vom Irakkrieg handelnden Film Stop-Loss verkörpert er einen Lieutenant Colonel. Durch seine Arbeit an der Seite von Glenn Close in der FX-Serie Damages – Im Netz der Macht wurde seine Rolle in der Fernsehserie Samantha Who? an Billy Zane neu vergeben.
Von 2017 bis 2019 war Olyphant in der Rolle des Joel Hammond in Santa Clarita Diet zu sehen. Außerdem war er in der Serie genauso wie Drew Barrymore als Executive Producer tätig. 2019 hatte er eine Rolle in dem Filmdrama Once Upon a Time in Hollywood, das in den 1960er Jahren während der Zeit der Manson Family spielt. Olyphant spielt den Schauspieler James Stacy und gleichzeitig den Filmset-Kollegen von Leonardo DiCaprios Figur Rick Dalton.

## Filmografie (Auswahl)
- 1996: Das Seattle Duo (Mr. & Mrs. Smith, Fernsehserie, Folge 1x01)
- 1996: Der Club der Teufelinnen (The First Wives Club)
- 1997: Lebe lieber ungewöhnlich (A Life Less Ordinary)
- 1997: Scream 2
- 1998: The Sound of War (When Trumpets Fade)
- 1998: Sex and the City (Fernsehserie, Folge 1x04 Im Tal der Mittzwanziger)
- 1999: Go
- 1999: Advice from a Caterpillar
- 1999: No Vacancy
- 2000: Der Club der gebrochenen Herzen (The Broken Hearts Club: A Romantic Comedy)
- 2000: Nur noch 60 Sekunden (Gone in Sixty Seconds)
- 2001: Rock Star
- 2001: Hals über Kopf (Head Over Heels)
- 2001: The Safety of Objects
- 2002: Coastlines
- 2003: Dreamcatcher
- 2003: Extreme Rage (A Man Apart)
- 2004: The Girl Next Door
- 2004–2006: Deadwood (Fernsehserie, 36 Folgen)
- 2005: My Name Is Earl (Fernsehserie, Folge 1x18 Dad’s Car)
- 2006: Lieben und lassen (Catch and Release)
- 2007: Stirb langsam 4.0 (Live Free or Die Hard)
- 2007: Meet Bill
- 2007: Samantha Who? (Fernsehserie, Folge 1x11 Der Chef)
- 2007: Hitman – Jeder stirbt alleine (Hitman)
- 2008: Stop-Loss
- 2009: A Perfect Getaway
- 2009: High Life – Vier Gangster und ein todsicheres Ding (High Life)
- 2009–2010: Damages – Im Netz der Macht (Damages, Fernsehserie, 14 Folgen)
- 2010: The Crazies – Fürchte deinen Nächsten (The Crazies)
- 2010: Elektra Luxx
- 2010–2015: Justified (Fernsehserie, 78 Folgen)
- 2011: Ich bin Nummer Vier (I Am Number Four)
- 2011: Rango (Stimme als Geist des Westens)
- 2013: The Mindy Project (Fernsehserie, Folge 2x07 Der Skater)
- 2014: Sieben verdammt lange Tage (This Is Where I Leave You)
- 2016: Mother’s Day – Liebe ist kein Kinderspiel (Mother’s Day)
- 2016: Snowden
- 2017–2019: Santa Clarita Diet (Fernsehserie)
- 2019: Mister Link – Ein fellig verrücktes Abenteuer (Missing Link)
- 2019: Once Upon a Time in Hollywood
- 2019: Deadwood: The Movie (Fernsehfilm)
- 2020: The Mandalorian (Fernsehserie, 1 Folge)
- 2020: Fargo (Fernsehserie, 7 Folgen)
- 2021: Der Vogel (The Starling)
- 2021: National Champions
- 2022: Das Buch von Boba Fett (The Book of Boba Fett, Fernsehserie, 2 Folgen)
- 2022: Amsterdam
- 2023: Justified: City Primeval (Miniserie, 8 Folgen)
- 2023: Daisy Jones & the Six (Miniserie, 10 Folgen)
- 2024: Terminator Zero (Miniserie, Stimme, 3 Folgen)
- 2024: Die Abenteuer der Teenage Mutant Ninja Turtles (Tales of the Teenage Mutant Ninja Turtles, Fernsehserie, Stimme, 4 Folgen)
- 2025: Havoc
- 2025: Alien: Earth (Fernsehserie)